# Trichoferus bergeri
Trichoferus bergeri là một loài bọ cánh cứng trong họ Cerambycidae.